# Why Women Sin

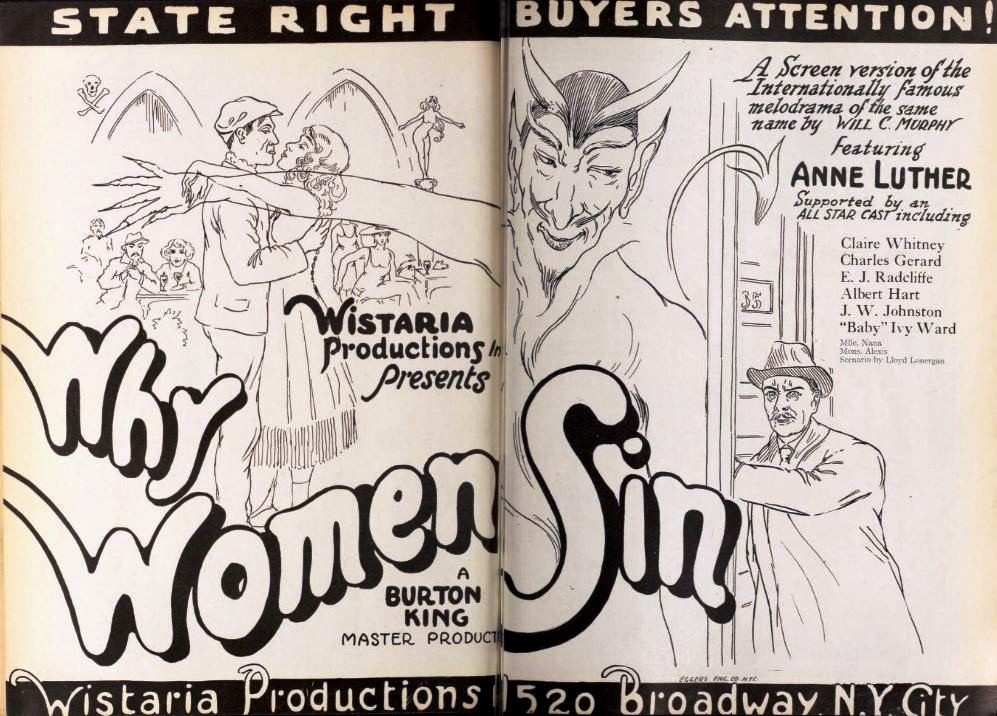
Annonce pour le film dans le magazine Exhibitors Herald.

Why Women Sin est un film américain réalisé par Burton L. King, sorti en 1920.

## Fiche technique
- Réalisation : Burton L. King
- Scénario : Lloyd Lonergan d'après une pièce de Will C. Murphy de 1903[1]
- Production : Burton King Productions, Wisteria Productions
- Photographie : Ernest Haller
- Distributeur : States Rights
- Durée : 60 minutes
- Date de sortie : avril 1920

## Distribution
- Anna Luther : Dorothy Pemberton
- E.J. Ratcliffe : Philip Pemberton
- Baby Ivy Ward : Little Grace
- Claire Whitney : Baronne de Ville
- Charles K. Gerrard : Baron de Ville
- Al Hart : Horton
- Jack W. Johnston : Captain Morelake